# Pétroglyphes de Ghorghalado
Les pétroglyphes de Ghorghalado sont un ensemble de gravures rupestres vieilles d'environ 3 000 ans situés sur le territoire de la commune de O Rosal dans la communauté autonome de Galice en Espagne,.
Ils a été classés Bien d'intérêt culturel en 2013 (GA36048026).

## Historique
Les pétroglyphes de Ghorghalado ont été découverts par hasard en 2012 par un habitant local. En 2015, la mairie d'O Rosal, en collaboration avec le Conseil provincial de Pontevedra, la Direction générale du patrimoine et la Communauté des monts d'Eiras, ont fouillé ce site qui était enterré et recouvert de végétation  et qui constitue le premier pétroglyphe qui a été mis au jour en Galice pour sa récupération.

Le site archéologique contient 350 gravures disposées en petits groupes, formant différentes compositions géométriques et abstraites qui profitent des fissures et des irrégularités de la roche schisteuse dans laquelle elles sont sculptées pour organiser leur disposition. Les cercles concentriques sont récurrents, certains avec un bol ; également des formes et des lignes quadrangulaires et ovales.